# Curtis J. Hesse
Curtis Julian Hesse (* 28. September 1905 in Wamego, Kansas; † 12. Mai 1945 in Bryan, Texas) war ein US-amerikanischer Paläontologe.

## Leben
Hesse interessierte sich bereits in jungen Jahren für Archäologie, historische Objekte und Wirbeltierfossilien. Dank der Anleitung von Handel T. Martin (1862–1931), dem Kurator für Wirbeltierpaläontologie am Paläontologischen Museum der University of Kansas, konnte er im Alter von 14 Jahren seine Jugendambitionen verwirklichen. Er erhielt eine Assistentenstelle am Museum, die er bis 1929 innehatte. 1927 erwarb er den Bachelor of Arts von der University of Kansas. Im Herbst 1929 wurde er unter der Leitung von William Diller Matthew Lehrbeauftragter für Paläontologie an der University of California, Berkeley und später Labor- und Feldassistent am University of California Museum of Paleontology, wo er in Sommern 1931, 1932, 1934 und 1936 nahm er an den Feldexkursionen teilnahm. 1933 graduierte er in Berkeley zum Master of Arts. Im Jahr 1938 kam er als Assistenzkurator an das Museum des Agricultural and Mechanical College of Texas in College Station und wurde 1943 zum Kurator ernannt, eine Position, die er bis zu seinem Tod innehatte. 
Hesse war Sekretär des Verbandes der Texas A&M University bei der American Association of University Professors, Schatzmeister der Texas Academy of Science und hatte Mitgliedschaften bei der American Association of Petroleum Geologists, American Association for the Advancement of Science, der Geological Society of America, American Society of Vertebrate Paleontologists, bei der Society of Economic Paleontologists and Mineralogists, bei der Texas Geographic Society, bei der American Society of Mammalogists (ab 1940), bei Sigma Xi und bei der Texas Archeological and Paleontological Society.
Sein Hauptinteresse galt dem Sammeln und Studieren der Säugetierfossilien des Pliozäns in der Region der High Plains. Er veröffentlichte eine Reihe von Arbeiten über die Ergebnisse dieser Studien.
Hesse war Erstbeschreiber der Taxa Calippus martini (Hesse, 1936), Priscacara campi Hesse, 1936, Batrachosauroides Taylor & Hesse, 1943 und Batrachosauroides dissimulans Taylor & Hesse, 1943
Hesse starb infolge eines Herzinfarkts am 12. Mai 1945. Er wurde auf dem Wamego City Cemetery in Kansas beigesetzt.

## Dedikationsnamen
Nach Hesse sind die Arten Lambdoceras hessei (Stirton, 1967), Peraceras hessei Prothero & Manning, 1987, Pseudhipparion hessei Webb & Hulbert, 1986 und Domninoides hessei Dalquest et al., 1996 benannt.